# Alfred Swahn
Alfred Swahn (Uddevalla, Suècia 1879 - Estocolm 1931) fou un tirador suec, un dels més destacats de principis del segle XX i guanyador de nou medalles olímpiques.

## Biografia
Va néixer el 10 d'agost de 1879 a la ciutat d'Uddevalla, població situada al comtat de Västra Götaland. Fou el fill del també tirador i medallista olímpic Oscar Swahn, l'esportista de més edat en aconseguir una medalla olímpica (72 anys).
Morí el 16 de març de 1931 a la seva residència d'Estocolm.

## Carrera esportiva
Va participar, als 28 anys, en els Jocs Olímpics d'Estiu de 1908 celebrats a Londres (Regne Unit), on aconseguí guanyar la medalla d'or en la prova de tir al cérvol (tir simple per equips) i finalitzà vint-i-cinquè en la prova de fossa olímpica. En els Jocs Olímpics d'Estiu de 1912 celebrats a Estocolm (Suècia) participà en cinc proves i aconseguí guanyar la medalla d'or en la prova de tir al cérvol (tret simple individual) i en la de tir al cérvol (tret simple per equips), finalitzant quart en la prova de tir al cérvol (tret doble individual) i fossa olímpica. En els Jocs Olímpics d'Estiu de 1920 realitzats a Anvers (Bèlgica) participà en quatre proves, aconseguint guanyar la medalla de plata en la prova de tir al cérvol (tret simple individual) i tir al cérvol (tret doble per equips) i una medalla de bronze en la prova Fosa Olímpica per equips, a més de finalitzar quart en la prova de tir al cérvol (tret simple per equips). En els Jocs Olímpics d'Estiu de 1924 realitzats a París (França) participà en cinc proves, aconseguint guanyar la medalla de plata tir al cérvol (tret simple per equips) i la medalla de bronze en les proves de tir al cérvol (tret doble individual) i tir al cérvol (tret doble per equips).